# CityJet

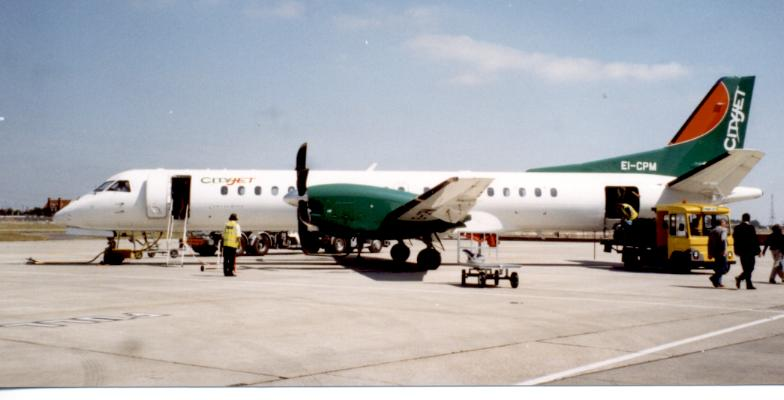
Saab 2000 CityJet в аеропорту Дубліна, 1998

CityJet — ірландська пасажирська авіакомпанія, що базується в міжнародному аеропорту Дубліна і в лондонському аеропорту Сіті.

## Історія
Датою заснування авіакомпанії вважається 28 вересня 1992. Засновник Пет Бірн.
Початок операційної діяльності — 12 січня 1994 під брендом Virgin Atlantic Airways між аеропортами Лондон-Сіті і Дубліна. Під власним ім'ям авіакомпанія почала здійснювати рейси 4 липня 1997 на літаку Saab 2000.
У травні 1999 Air France викупив 25% акцій авіакомпанії. А в лютому 2002 року, Air France викупила всі акції.
З червня 2010 бельгійська VLM Airlines, також належала групі Air France-KLM, почала виконання польотів в лівреї авіакомпанії CityJet.
У червні 2012 керівництво Air France-KLM оголосило про можливість продажу CityJet.
З жовтня 2013 виконує польоти з власним ІАТА-кодом — WX. 
Продаж авіакомпанії була завершена в травні 2014.
У жовтні 2015 Scandinavian Airlines (SAS) оголосила, що продасть свою дочірню фінську авіакомпанію Blue1 (100 %) в CityJet.
У 2015 підписаний контракт з авіакомпанією SAS на виконання регіональних маршрутів з Гельсінкі, Осло і Стокгольма. Для цих цілей були придбані та передані в мокрий лізинг вісім 90-місцевих, регіональних літаків Bombardier CRJ900, на загальну суму понад 650 млн доларів США з можливістю розширити замовлення до 14 літаків. 25 квітня 2016 року опціон на 4 літаки з шести був переведений в твердий контракт, сума угоди склала близько 184 млн доларів США.
У 2016 знову змінилися власники. CityJet була викуплена у німецької інвестиційної компанії Intro Aviation Петом Берном (засновник CityJet) і групою приватних інвесторів.
У червні 2016 ввела в експлуатацію перший Sukhoi Superjet 100, який 8 числа доставив в паризький аеропорт Ле-Бурже гравців збірної Ірландії, які прилетіли на чемпіонат Європи з футболу 2016.
CityJet є членом альянсу SkyTeam.

## Повітряний флот

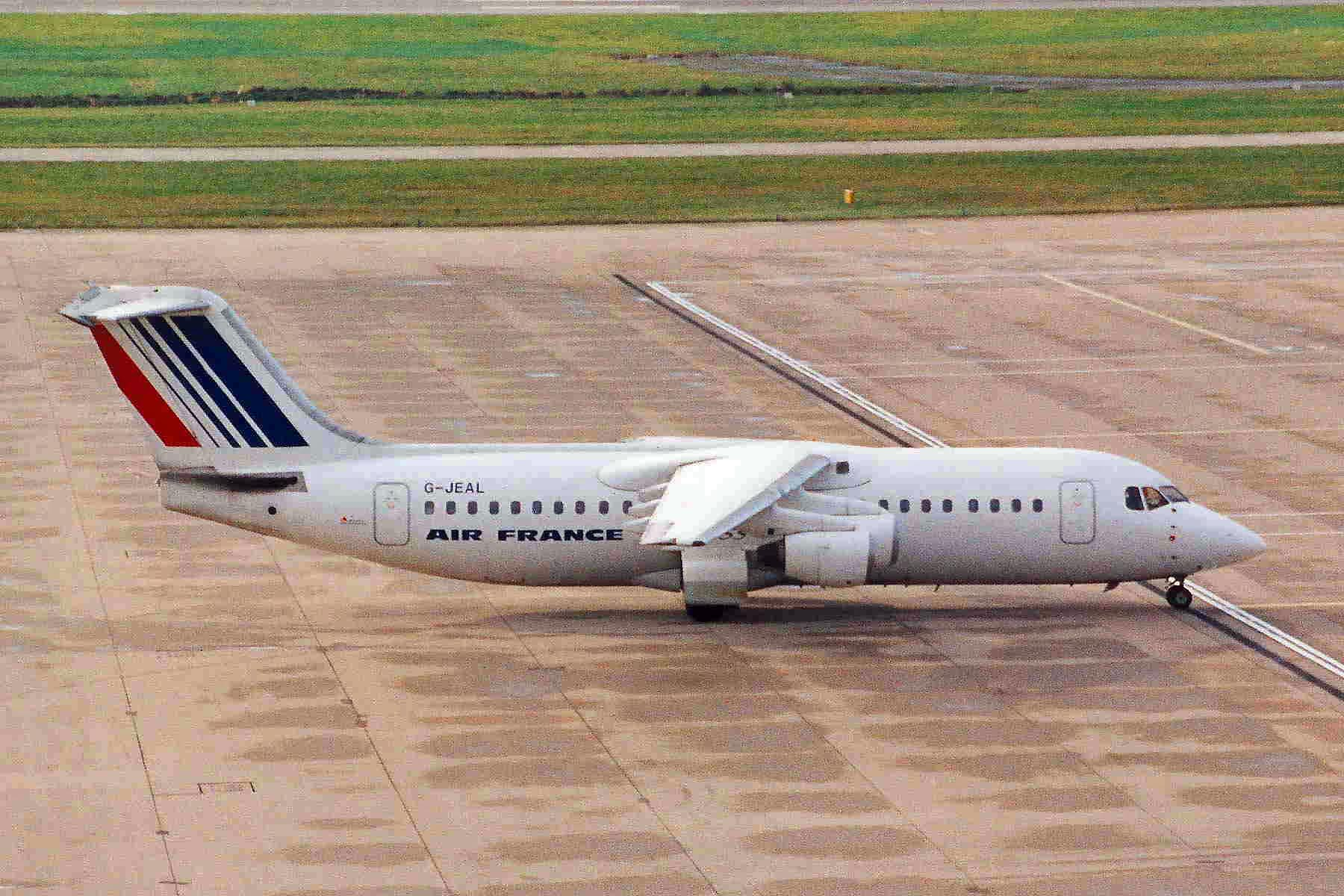
Avro RJ100 CityJet в лівреї Air France

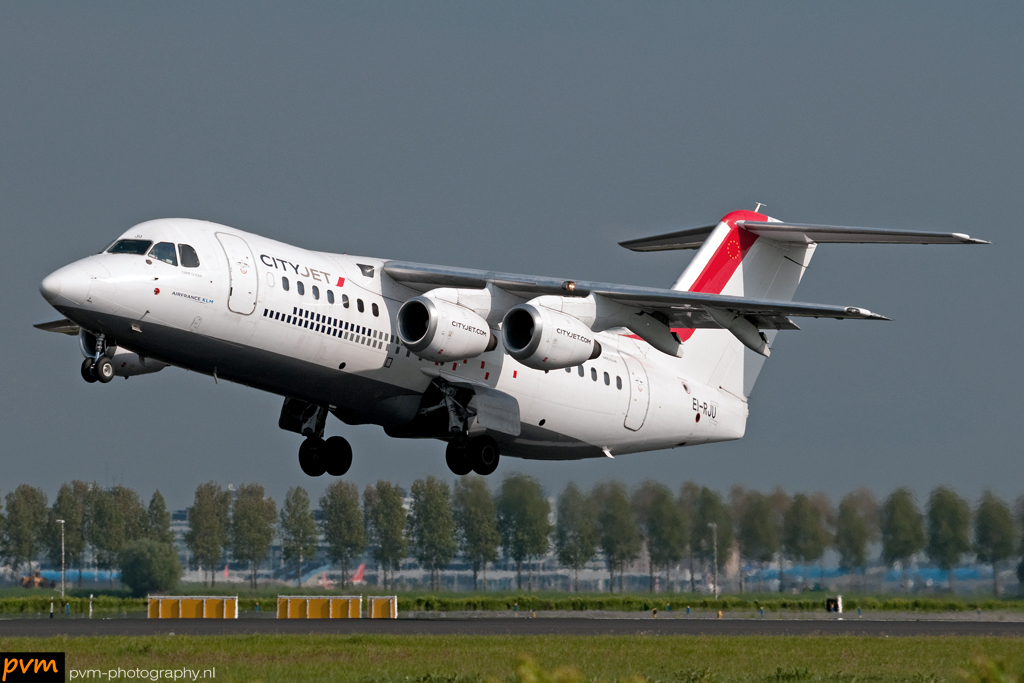
Avro RJ85 в аеропорту Схіпхол, 22 травня 2010

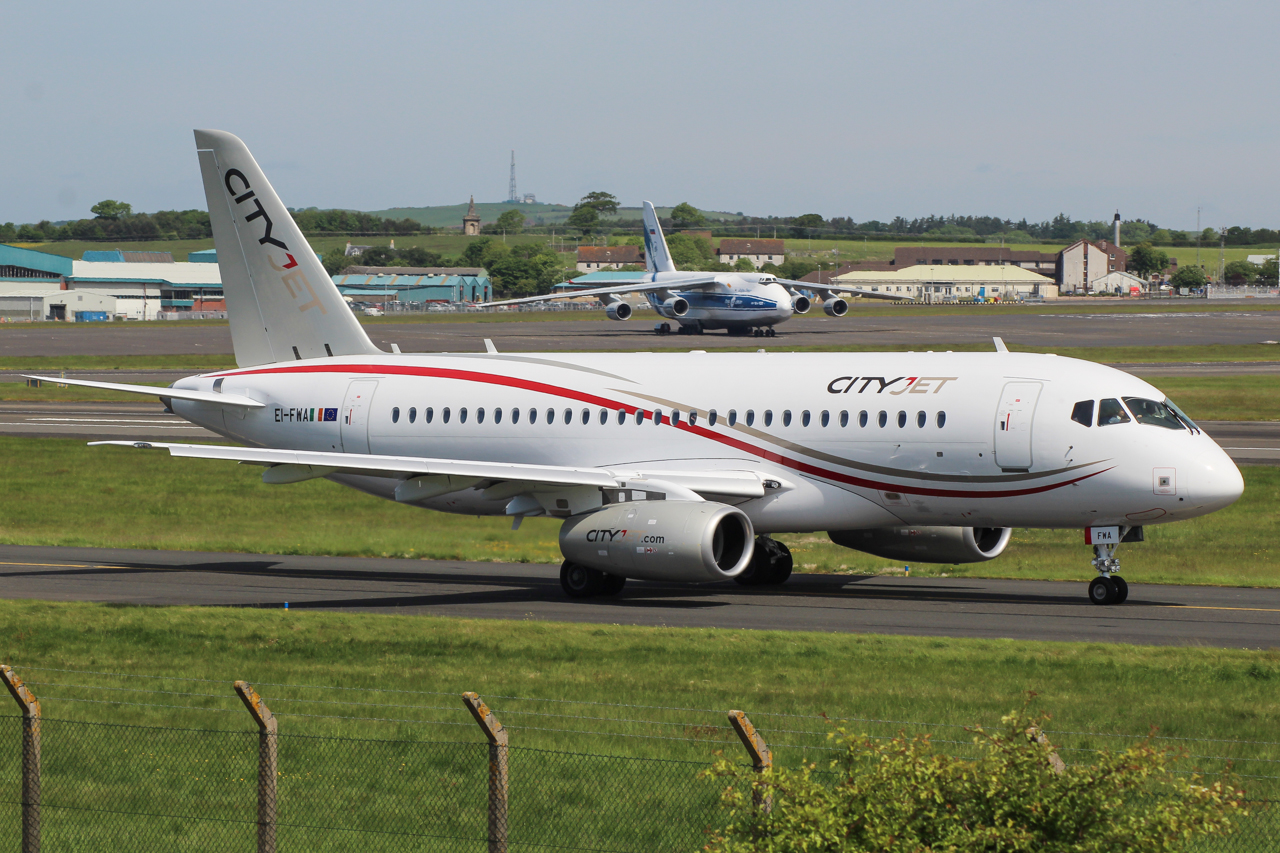
Sukhoi Superjet 100 в аеропорту Глазго Прествік, 3 червня 2016

Флот на липень 2018:
| Тип                 | В дії | Замовлено | Пасажиромісткіть | Примітки                                  |  |
| ------------------- | ----- | --------- | ---------------- | ----------------------------------------- |  |
| Avro RJ85           | 14    | —         | 95               | 2 борти під орудою Aer Lingus             |  |
| Bombardier CRJ900   | 24    | 7         | 90               | Всі під орудою Scandinavian Airlines      |  |
| Sukhoi Superjet 100 | 6     | 8         | 98               | Відкриті замовлення можуть бути скасовані |  |
| Разом               | 45    | 15        |                  |                                           |  |

## Маршрутна мережа
На січень 2016 року маршрутна мережа авіакомпанії CityJet, в тому числі за код-шерінгом з Air France:
| Пункт вильоту | Пункт призначення | IATA | ICAO |
| ------------- | ----------------- | ---- | ---- |
| Авіньйон      | Бастія            | BIA  | LFKB |
| Авіньйон      | Лондон            | LCY  | EGLC |
| Амстердам     | Лондон            | LCY  | EGLC |
| Антверпен     | Лондон            | LCY  | EGLC |
| Бастія        | Авіньйон          | AVN  | LFMV |
| Бастія        | Безьє             | BZR  | LFMU |
| Безьє         | Бастія            | BIA  | LFKB |
| Дублін        | Лондон            | LCY  | EGLC |
| Корк          | Ла-Рошель         | LRH  | LFBH |
| Корк          | Лондон            | LCY  | EGLC |
| Корк          | Нант              | NTE  | LFRS |
| Ла-Рошель     | Корк              | ORK  | EICK |
| Лондон        | Авіньйон          | AVN  | LFMV |
| Лондон        | Амстердам         | AMS  | EHAM |
| Лондон        | Антверпен         | ANR  | EBAW |
| Лондон        | Дублин            | DUB  | EIDW |
| Лондон        | Корк              | ORK  | EICK |
| Лондон        | Нант              | NTE  | LFRS |
| Лондон        | Париж             | ORY  | LFPO |
| Лондон        | Роттердам         | RTM  | EHRD |
| Лондон        | Тулон             | TLN  | LFTH |
| Лондон        | Флоренція         | FLR  |      |
| Нант          | Корк              | ORK  | EICK |
| Нант          | Лондон            | LCY  | EGLC |
| Париж         | Лондон            | LCY  | EGLC |
| Роттердам     | Лондон            | LCY  | EGLC |
| Тулон         | Лондон            | LCY  | EGLC |
| Флоренція     | Лондон            | LCY  | EGLC |